# Cerceris interrupta peninsularis
Cerceris interrupta peninsularis é uma subespécie de insetos himenópteros, mais especificamente de vespas pertencente à família Crabronidae.
A autoridade científica da subespécie é Mercet, tendo sido descrita no ano de 1903.
Trata-se de uma subespécie presente no território português.